# 痩金体

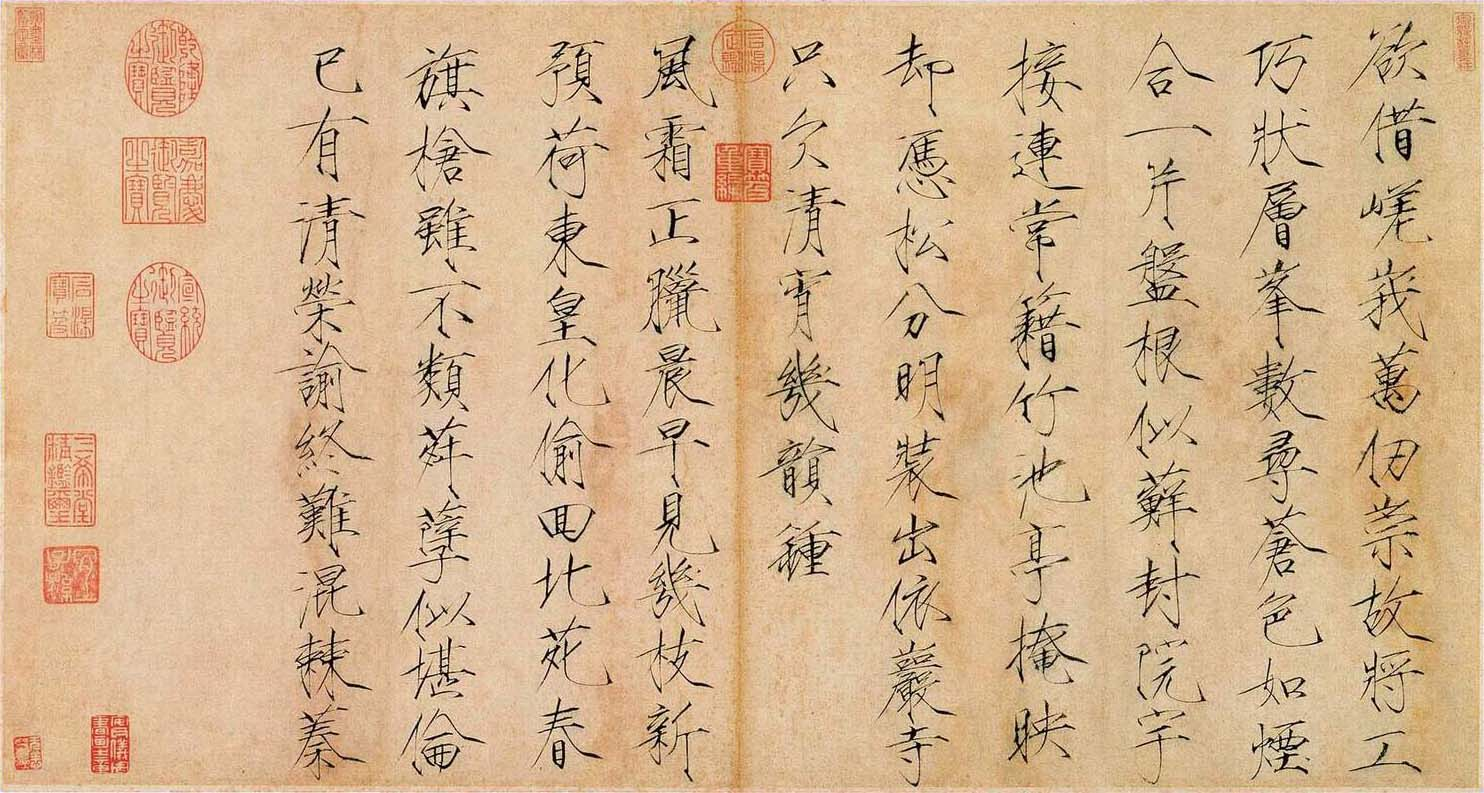
欲借風霜二詩帖

痩金体（そうきんたい）は、楷書の書風の一つ。北宋の徽宗が考案したもので、痩金書とも謂う。

## 概要
その名前のごとく、細く力強い硬い線でかかれ、金属的な印象（もっとも「金」は「筋」に通じることからの当て字）がある。当時、大いに人気を博し、徽宗も「痩金」と号した。金の章宗もこの書体に憧れ、模倣に努めた。

## その他
ダイナラブは1996年、痩金体をもとにコンピュータフォントを製作、発売した。このとき、仮名は字游工房に、欧字はマシュー・カーターによって製作された。